# Eifelit
Das Mineral Eifelit ist ein sehr selten vorkommendes Ringsilikat aus der Milaritgruppe und hat die Endgliedzusammensetzung K Na2 MgNa Mg3 Si12O30. Es kristallisiert mit hexagonaler Symmetrie und entwickelt farblose, sechsseitige, plattige bis prismatische Kristalle.

## Etymologie und Geschichte
Entdeckt wurde Eifelit 1983 in einem Gneis-Xenolith vom Ettringer Bellerberg in der Eifel, Deutschland und wurde von K. Abraham, W. Gebert, O. Medenbach, W. Schreyer und G. Hentschel nach seinem Fundort, der Eifel in Deutschland benannt.
21 Jahre später, im Jahr 2004 sammelte die Raumsonde Stardust Staubproben im Schweif des Kometen 81P/Wild 2, in denen Eifelit nachgewiesen werden konnte.

## Klassifikation
Da der Eifelit erst 1980 als eigenständiges Mineral anerkannt wurde, ist er in der zuletzt 1977 überarbeiteten 8. Auflage der Mineralsystematik nach Strunz noch nicht verzeichnet.
Im Lapis-Mineralienverzeichnis nach Stefan Weiß, das sich aus Rücksicht auf private Sammler und institutionelle Sammlungen noch nach dieser alten Form der Systematik von Karl Hugo Strunz richtet, erhielt das Mineral die System- und Mineral-Nr. VIII/E.22-030. In der „Lapis-Systematik“ entspricht dies der Klasse der „Silikate und Germanate“ und dort der Abteilung „Ringsilikate“, wo Eifelit zusammen mit Agakhanovit-(Y), Almarudit, Armenit, Berezanskit, Brannockit, Chayesit, Darapiosit, Dusmatovit, Emeleusit, Faizievit, Friedrichbeckeit, Klöchit, Lipuit, Merrihueit, Milarit, Oftedalit, Osumilith, Osumilith-(Mg), Poudretteit, Roedderit, Shibkovit, Sogdianit, Sugilith, Trattnerit, Yagiit und Yakovenchukit-(Y) die Gruppe „Doppelte Sechserringe [Si12O30]12− – Milarit-Osumilith-Gruppe“ mit der System-Nr. VIII/E.22 bildet (Stand 2018).
Die von der International Mineralogical Association (IMA) bis 2009 aktualisierte 9. Auflage der Strunz’schen Mineralsystematik ordnet den Eifelit ebenfalls in die Abteilung der „Ringsilikate“ ein. Diese ist weiter unterteilt nach der Struktur der Ringe, so dass das Mineral entsprechend seinem Aufbau in der Unterabteilung „[Si6O18]12−-Sechser-Doppelringe“ zu finden ist. Darin gehört es mit Almarudit, Armenit, Berezanskit, Brannockit, Chayesit, Darapiosit, Dusmatovit, Friedrichbeckeit, Klöchit, Merrihueit, Milarit, Oftedalit, Osumilith, Osumilith-(Mg), Poudretteit, Roedderit, Shibkovit, Sogdianit, Sugilith, Trattnerit und Yagiit zur „Milaritgruppe“ mit der System-Nr. 9.CM.05.
Die Systematik der Minerale nach Strunz (9. Auflage) wird von „Hudson Institute of Mineralogy“ in der Mineraldatenbank „Mindat.org“ weitergeführt. Hier gehört Eifelit in die Klasse „Silicate und Germanate“ und die Abteilung der „Ringsilikate“ (englisch [Cyclosilicates). Diese ist weiter unterteilt nach der Zähligkeit und Multiplizität der Silicatringe und Eifelit wird in der Unterabteilung „sechser-Doppelringe“ (englisch Si6O18]2- 6-membered double rings) mit der Systemnummer 9.CM geführt, zusammen mit den zuvor aufgeführten Mineralen der Milarit-Gruppe, den neu hinzugekommenen Mineralen Aluminosugilith und Laurentthomasit sowie dem verwandten Mineral Faizievit.
Auch die vorwiegend im englischen Sprachraum gebräuchliche Systematik der Minerale nach Dana ordnet den Eifelit in die Klasse der „Silikate und Germanate“, dort allerdings in die bereits feiner unterteilte Abteilung der „Ringsilikate: Kondensierte Ringe“ ein. Hier ist er in der „Milarit-Osumilith-Gruppe (Milarit-Osumilith-Untergruppe)“ mit der System-Nr. 63.02.01a innerhalb der Unterabteilung „Ringsilikate: Kondensierte, 6-gliedrige Ringe“ zu finden.

## Chemismus
Eifelit ist das Na-reiche Endglied der lückenlosen Roedderit-Eifelit-Mischkristallreihe. Die empirische Zusammensetzung aus der Typlokalität ist
- [12](K0,92Na0,08) [9](Na1,82□0,18) [6](Mg1,20Na0,80) [4](Mg2,78Zn0,05Cu0,02Mn2+0,08Fe2+0,03Al0,04) [4](Si11,92Al0,08)O30,

wobei in den eckigen Klammern die Koordinationszahl der jeweiligen Position in der Kristallstruktur angegeben ist.
Eifelit bildet eine lückenlose Mischkristallreihe mit Roedderit (CK B(□ Na) AMg2 T2Mg3 T1Si12O30) gemäß der Austauschreaktion B□ + AMg = BNa + ANa.

## Kristallstruktur
Eifelit kristallisiert im hexagonalen Kristallsystem in der Raumgruppe P6/mcc (Raumgruppen-Nr. 192) mit den Gitterparametern a = 10,14 Å und c = 14,22 Å sowie zwei Formeleinheiten pro Elementarzelle. 
Eifelit ist isotyp zu Milarit, d. h., es kristallisiert mit der gleichen Struktur wie Milarit. Die 12-fach koordinierte C-Position ist fast voll besetzt mit Kalium (K+). Die 9-fach koordinierten B-Position ist ebenfalls voll besetzt mit Natrium (Na+). Magnesium (Mg2+) und Natrium füllen zu etwa gleichen Teilen die 6-fach koordinierte A-Position und die tetraedrisch koordinierten T2-Position enthält Magnesium (Mg2+) und geringe Mengen anderer zweiwertiger Kationen. Die T1-Position, die die 6er-Doppelringe aufbaut, enthält nur Silicium (Si4+). Eifelit ist eines der wenigen Silikate, in dem Natrium mit oktaedrischer Koordination eingebaut wird.

## Bildung und Fundorte
Die beiden einzigen bislang (2024) dokumentierten terrestrische Vorkommen von Eifelit liegen in der in der Laacher See Region der Eifel, Rheinland-Pfalz, Deutschland. Die Typlokalität ist der Steinbruch der Firma A. Casper an Ettringer Bellerberg, 2 km nördlich von Mayen. Dieser sehr mineralreiche Fundort ist die Typlokalität von 13 Mineralen (Stand 2016), davon allein 4 aus der Milaritgruppe: Almarudit, Eifelit, Friedrichbeckeit und Osumilith-(Mg). Weiterhin wurden hier die Milaritgruppenminerale Chayesit, Merrihueit, Roedderit und Trattnerit nachgewiesen.
Dort wurde das Mineral in Hohlräumen eines silikatreichen Gesteinseinschlusses (Xenolith) in Leuzit-Tephrit-Lava gefunden. Er tritt zusammen mit Quarz, Sanidin, Clinopyroxen, Amphibol, Tridymit, Hämatit und Pseudobrookit auf. Dieses Vorkommen entspricht denen der anderen Minerale aus der Milaritgruppe, die in der Vulkaneifel zuvor gefunden wurden: Almarudit, Roedderit, Osumilith und Osumilith-(Mg).
Weiterhin wurde Eifelit nur noch im Rothenberg-Steinbruch bei Bell nachgewiesen.
Eifelit bildet sich kontaktmetamorph bei hohen Temperaturen um 900 °C und niedrigen Druck. Es wird angenommen, dass er sich direkt aus einer alkalireichen, Silizium- und Magnesium-haltigen und aluminiumarmen Gasphase abscheidet.
Bei der Untersuchung von Staubproben des Kometen 81P/Wild 2 konnte Eifelit extraterrestrischen Ursprungs nachgewiesen werden. Eifelit ist demnach ein Kondensat aus der Gasphase solarer Nebel und zusammen mit Kalifeldspat wesentlicher Träger von Kalium, das spektroskopisch im Schweif von Kometen nachgewiesen werden konnte.